# صران (الرقة)
صران قرية سورية تتبع ناحية عين عيسى في منطقة تل أبيض في محافظة الرقة. بلغ عدد سكانها 247 نسمة في عام 2004 حسب إحصاء المكتب المركزي للإحصاء.